# IPhone 8
iPhone 8 a iPhone 8 Plus jsou chytré mobilní telefony vyvinuté a navržené americkou společností Apple. Spolu s iPhonem X jsou součástí jedenácté generace řady smartphonů iPhone, přičemž nahrazují desátou generaci – iPhone 7 a 7 Plus. Až na přidání skleněných zad je design iPhonu 8 a 8 Plus podobný jeho předchůdci, avšak bylo přidáno bezdrátové nabíjení, rychlejší procesor A11 Bionic a byly vylepšeny fotoaparáty a displej.
iPhony 8 a 8 Plus byly představeny v Steve Jobs Theatre v Apple Parku v americkém Cupertinu 12. září 2017, přičemž do prodeje se dostaly 22. září 2017 a v Česku 29. září téhož roku. O necelé dva roky později, 15. dubna 2020, byly obě varianty staženy z prodeje, s nástupem 2. generace iPhonu SE.

## Parametry

### Hardware
iPhone 8 a 8 Plus používá 64bitový šestijádrový procesor Apple A11 Bionic, vyrobený 10nm FinFET výrobním procesem. A11 Bionic má dedikovaný tříjádrový grafický procesor a Neural Enginem s výkonem 0,6 teraFLOPSu. Oba modely bylo vyrobeny s třemi možnostmi úložiště – 64, 128 a 256 GB, přičemž pokaždé má iPhone 8 2GB LPDDR4X RAM a iPhone 8 Plus 3 GB stejné operační paměti. iPhone 8 i 8 Plus mají odolnost pro prachu a vodě IP67, stejně jako předchozí iPhone 7, kde Apple uvádí odolnost do maximálně 1 metru hloubky po dobu 30 minut. Telefony mají také skleněná záda namísto hliníkového krytu, který se nacházel u předcházejících modelů, díky kterým mohou používat bezdrátové nabíjení Qi s maximálním výkonem 7,5w.

#### Displej
iPhone 8 a 8 Plus mají HD Retina Display, který se nachází v iPhonu 7, ale u modelů řady 8 obsahuje navíc technologii True Tone, která umožňuje automatické upravování jasu obrazovky na základě okolního osvětlení. Mohou i přehrávat standard HDR a Dolby Vision navzdory tomu, že nemají displej určený pro HDR, a to tak, že se HDR převede, aby se vešlo na displej, ale přitom si zachovává určitá vylepšení – dynamický rozsah, kontrast a široký barevný gamut.

#### Fotoaparát
iPhone 8 je vybaven 12Mpix fotoaparátem s automatickým ostřením, clonou ƒ/1,8 a optickou stabilizací obrazu, který dokáže zachytit 4K video při 24, 30 nebo 60 fps nebo 1080p video při 30, 60, 120 nebo 240 snímcích za sekundu. Také dokáže natáčet zpomalené záběry 1080p se 120 nebo 240 fps, časosběr s automatickou stabilizací a panoramatické fotografie. iPhone 8 Plus má navíc druhý fotoaparát, 12Mpix teleobjektiv s desetinásobným digitálním zoomem nebo dvojnásobným optickým zoomem a clonou ƒ/2,8, přičemž má oproti iPhonu 7 Plus vylepšené ostření a lepší efekty v režimu Portrét.
Oba modely mají 7Mpix přední kameru s clonou ƒ/2,2 schopnou zachytit 1080p video při 30 snímcích za sekundu a 720p video při 24 snímcích za sekundu, spolu s detekcí obličeje a vysokým dynamickým rozsahem. iPhone 8 a 8 Plus nahrávají videa s mono zvukem.

#### Baterie
iPhony 8 a 8 Plus mají menší baterie než modely iPhonu 7, ale se stejně dlouho výdrží. Konkrétně má iPhone 8 1821 mAh a iPhone 8 Plus 2675 mAh Li-ion baterii.

### Software
iPhone 8 a 8 Plus byly při uvedení na trh dodávány s iOS 11 a byla jim poskytnuta podpora pro iOS 12, iOS 13, iOS 14, iOS 15 a iOS 16.

## Design
iPhony 8 a 8 Plus byly dodávány ve čtyřech barevných variantách – vesmírně šedé, stříbrné, zlaté a červené, pod označením Product Red.
| Barva | Název         |
| ----- | ------------- |
|       | Product Red   |
|       | Vesmírně šedá |
|       | Stříbrná      |
|       | Zlatá         |

## Problémy
Někteří vlastníci iPhonu 8 nahlásili problém, kdy při volání způsobovala součástka „praskající“ nebo „statický“ zvuk, který narušoval audio. Apple uvedl, že daný problém je zjištěn pouze v malém počtu případů, a že společnost pracuje na aktualizaci softwaru, která ho vyřeší. Problém byl opraven ve verzi 11.0.2.
Některým zákazníkům se stávalo, že když rozbalili úplně nový iPhone tak měl vypuklou baterii. U jiných modelů se tento problém neopakoval.